# Pavel Spurný
Pavel Spurný (* 22. ledna 1958 Dačice) je český astronom, pracovník Astronomického ústavu Akademie věd České republiky v Ondřejově. Zabývá se výzkumem meziplanetární hmoty – je odborníkem na meteory a hlavním koordinátorem bolidové sítě pro sledování meteorů v Evropě a Západní Austrálii.

## Činnost
Pavel Spurný vystudoval fyziku pevných látek na Matematicko-fyzikální fakultě Univerzity Karlovy. Po své promoci v roce 1982 nastoupil přímo do Astronomickém ústavu.
Již od začátku pracoval pod vedením Zdeňka Ceplechy na výzkumu bolidů a jejich pozorování v rámci mezinárodního projektu Evropské bolidové sítě. V roce 1993 tento projekt převzal a od té doby je jeho hlavním koordinátorem. V letech 2000–2004 byl vedoucím skupiny meteorické fyziky, ve funkčních obdobích 1993–2000 a od roku 2004 vedoucím oddělení meziplanetární hmoty Astronomického ústavu AV. Do roku 2007 uveřejnil 96 původních vědeckých prací.

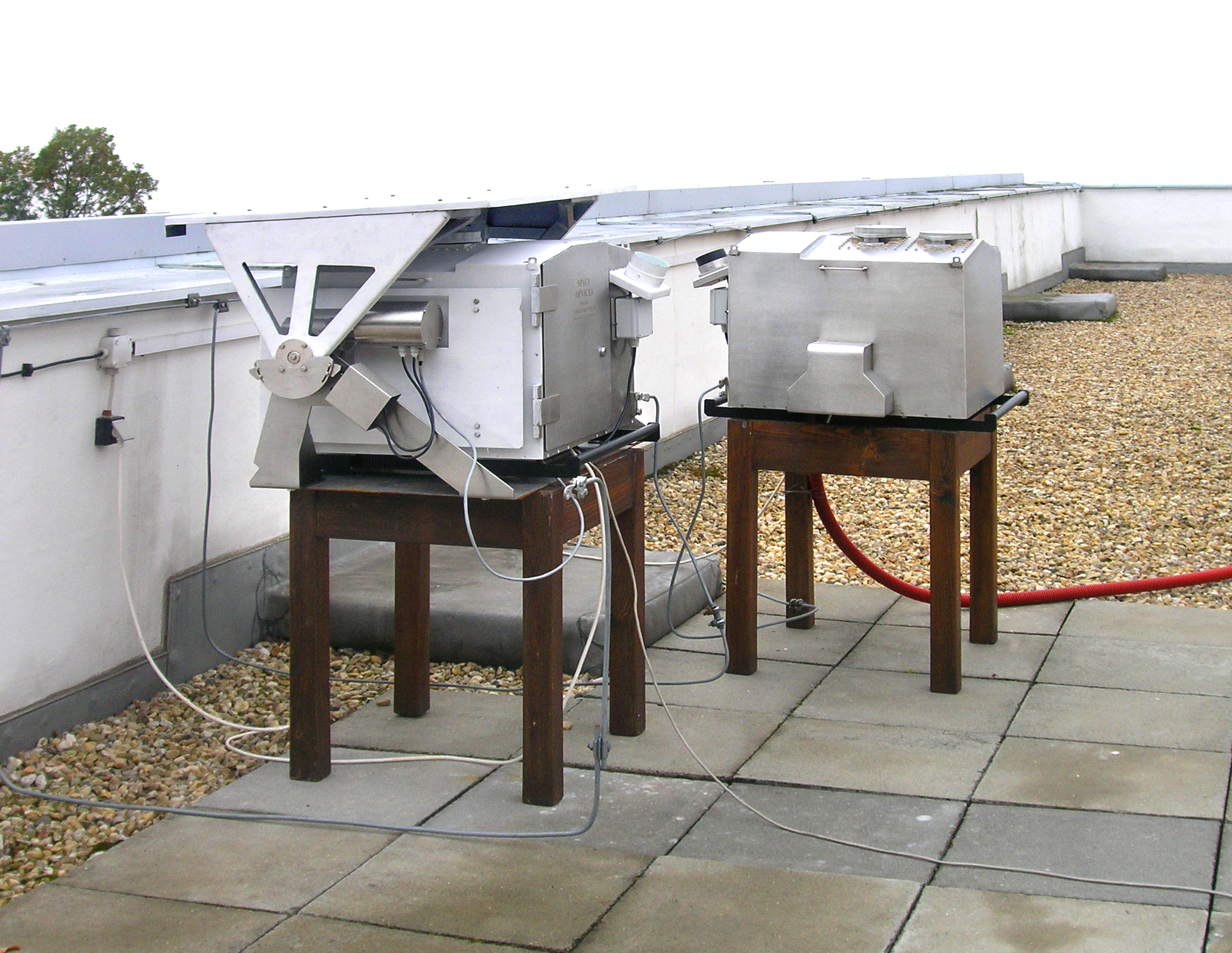
Automatické bolidové kamery vyvinuté Pavlem Spurným

V roce 1997 inicioval vývoj a výrobu nového typu automatické bolidové kamery pro českou část Evropské bolidové sítě. Tuto kameru později modifikoval a v roce 2001 ji použil k spoluzaložení nové bolidové sítě v Západní Austrálii v poušti Nullarbor; průběžně pracuje na jejím dalším vývoji, provozu a zpracování výsledků.
K jeho nejvýznamnějším pracím patří analýza fotografických a dalších záznamů bolidu Neuschwanstein, který proletěl nad Bavorskem 6. dubna 2002.
Podle výpočtů Pavla Spurného byly nalezeny 3 meteority přesně v předpovězené cílové oblasti.
Na základě pozorování meteorického roje Leonid v Číně v roce 1998 objevil záření meteorů ve velmi vysokých výškách (nad 130 km), které nebylo do té doby známé. Později se toto záření potvrdilo i u jiných meteorických rojů – např. u Perseidů.

### Funkce v mezinárodních organizacích
Pavel Spurný je světově uznávaným odborníkem na meteory a meteority. Od roku 1994 je členem Mezinárodní astronomické unie, kde pracuje v její 22. komisi Meteory, meteority a meziplanetární prach. Pro období 2006–2009 se mu dostalo významného ocenění, když byl zvolen předsedou této komise (v minulém období byl jejím místopředsedou).

## Ceny
- V roce 2003 obdržel cenu Učené společnosti v kategorii vědeckých pracovníků za výzkum meteorů a meteoroidů.
- Česká astronomická společnost mu v roce 2007 udělila svoji novou cenou – Kopalovu přednášku.[6] Tuto přednášku s názvem Systematické sledování bolidů ve Střední Evropě a v Západní Austrálii – nové metody, přístroje a některé zajímavé výsledky přednesl 8. prosince 2007 v rámci shromáždění k 90. výročí založení České astronomické společností.
- V červnu 2012 převzal z rukou předsedy Akademie věd Jiřího Drahoše prestižní Akademickou prémii – Praemium Academiae – za studium meteoritů a jejich interakce se zemskou atmosférou.[7]

- Po Pavlu Spurném je pojmenována planetka (13774) Spurný, která byla objevena robotickým dalekohledem LONEOS.